# Кот (митологија)
Кот је у грчкој митологији био један од Хекатонхејра. 

## Митологија
Попут своја два брата, замишљан је као сторуки џин са педесет глава. Био је син Урана и Геје.

## Култ
Кот се сматра родоначелником Котијаца, који су се клањали оргастичкој богињи Котити и ширили њен култ по Тракији и дуж северозападне Европе. Ово племе носи назив „сторуки“, вероватно или због тога што су свештенице биле организоване у дружине од педесет или зато што су њихови ратници били организовани у групе од по стотину, попут старих Римљана.

## Биологија
Латинско име (Cottus) ове митске личности је и назив за род риба.